# Челеби
Челеби (тур. Çelebi, осман. چلبی‎) — османский и турецкий культурный термин.

## История
Слово «челеби» употреблялось в литературном османском языке вплоть до XVIII века в качестве титула или звания владетельных особ, высшего духовенства (особенно тех, кто стоял во главе суфийских братств), знаменитых писателей (Эвлия Челеби) и так далее. Первым известным лицом, носившим это звание, был, по-видимому, Челеби Хусам ад-Дин (умерший в 1284 году), преемник Джелал ад-Дина Руми в качестве главы суфийского братства мевлеви. В стихах поэта Касим-и Анвара (ум. в 835 г. х./1431–1432 г. н. э.) «челеби» означает «возлюбленный» в суфийском смысле, то есть «бог».
В XIV и XV веках многие турецкие князья и принцы в Османской империи назывались «Челеби», среди них все сыновья султана Баязида I (например, Мехмед и Муса). Грекам «челеби» было известно только как турецкое слово; согласно одной глоссе к Сфрандзи, «челеби» на языке турок означало «благородного происхождения». В словаре Хуласа-йи 'Аббаси для «челеби» приводятся значения: «писатель», «поэт», «читатель», «знающий», «одарённый природным умом».
Так же объясняется этот термин в Лахджа-йи 'усманийа Ахмед Вефик-паши, причем добавляется, что «челеби» в значении «умеющий читать» позднее было вытеснено словом «эфенди». Известия европейских авторов XVI века показывают, что «челеби» в то время употреблялось в том же значении, как испанское «don» и французское «monsieur», то есть так, как позднее стало употребляться слово «эфенди». Как прозвище поэтов и учёных «Эфенди» вместо «Челеби» вошло в употребление, по-видимому, в конце XVII — начале XVIII веков.
Помимо своего религиозного значения (в братстве мевлеви оно обозначает высшую духовную степень, глава ордена именуется челеби-эфенди), слово «челеби», видимо, имело примерно такие же значения, как персидское мирза, которым одинаково обозначались как принцы царствующего дома, так и вообще благородные и образованные господа, как знаменитые учёные, так и простые писцы. В конце XIX века «челеби», в противоположность «эфенди», служило обращением только к немусульманам, в особенности европейцам. Этим же словом христианские и еврейские женщины называли своих мужей. В своём прежнем обычном значении «благородный господин» и «джентльмен» это слово сохранилось только в пословицах:
Sen çelebi men çelebi, ati kim kaşar? / Ты барин, я барин, а кто коня будет чистить?
или арабская:
Халаби чалаби, шами шуми, мисри харами / Житель Халеба — джентльмен, житель Дамаска — вестник несчастья, египтянин — вор.